# Rómulo Calzada
Rómulo Calzada es una localidad del estado mexicano de Chiapas. Es parte del municipio de Mezcalapa.

## Demografía
| Gráfica de evolución demográfica |
|                                  |

| Censo | Población |
| ----- | --------- |
| 1960  | 183       |
| 1970  | 564       |
| 1980  | 614       |
| 1990  | 1 141     |
| 2000  | 973       |
| 2010  | 882       |
| 2020  | 1 011     |